# ريس وليامز (لاعب كرة قدم)
ريس وليامز (بالإنجليزية: Rhys Williams)‏ (9 أغسطس 1995 في الولايات المتحدة - ) هو لاعب كرة قدم أمريكي في مركز الدفاع.

## وصلات خارجية
- ريس وليامز (لاعب كرة قدم) على موقع قاعدة بيانات كرة القدم.إي يو (الإنجليزية)